# Atompunk

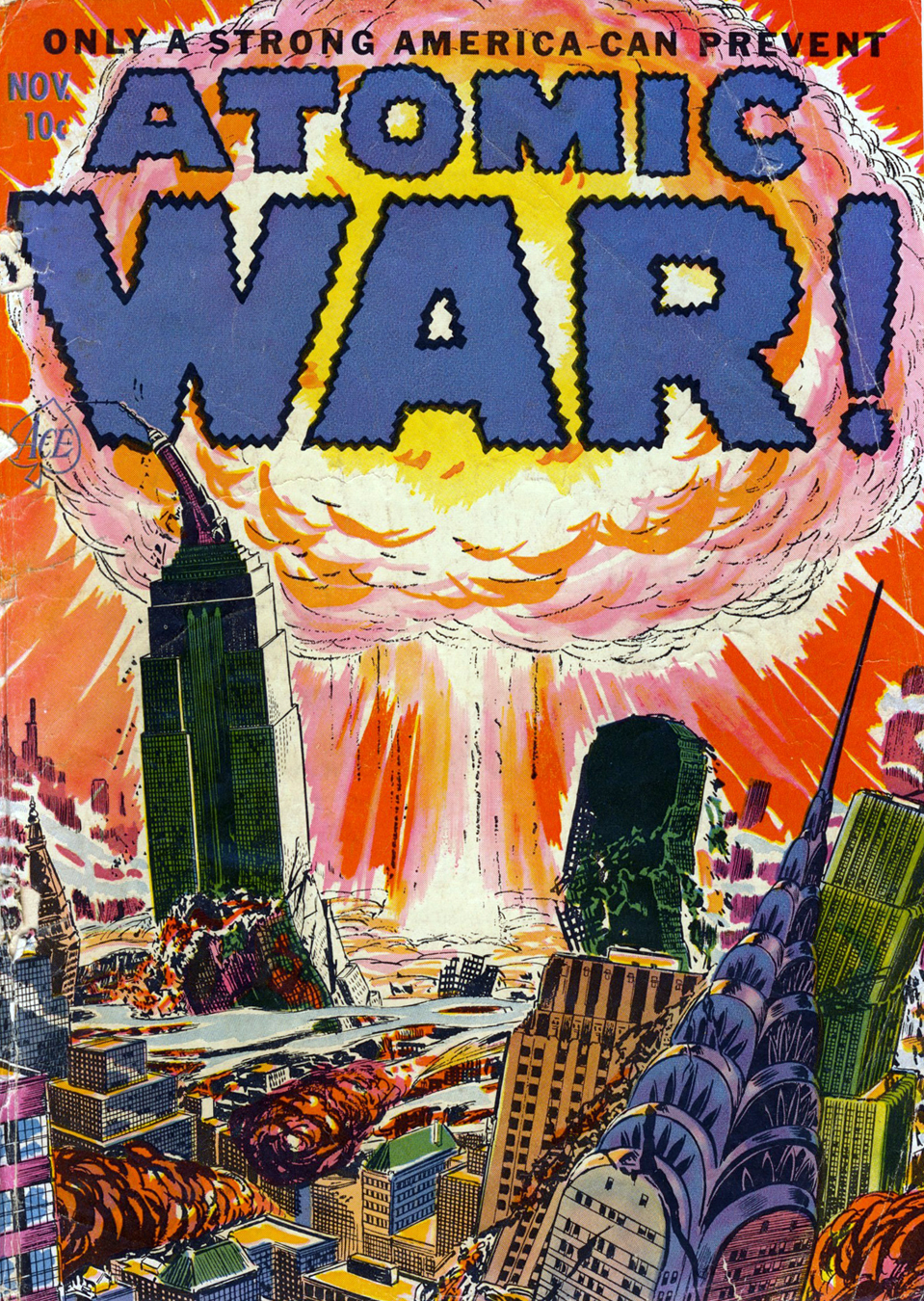
Couverture du comic book Atomic War n°1 de novembre 1952.
Publiée entre 1952 et 1953, la série présente le récit fictif d'une guerre atomique entre la Russie et les États-Unis d'Amérique se déroulant en 1960, principalement du point de vue des participants militaires américains.

L'atompunk est un sous-genre de la science-fiction qui puise son inspiration dans l'esthétique, la culture et la technologie de l'âge atomique des années 1950 et 1960, qui coïncide avec l'après-guerre et les débuts de la guerre froide. Contrairement à d'autres sous-genres centrés sur d'autres technologies et références culturelles (comme le steampunk, le dieselpunk ou le steelpunk), l'atompunk se concentre sur les avancées technologiques liées à l'énergie atomique et les références culturelles aux années 1950 et 60.
L'atompunk explore souvent des thèmes tels que les conséquences des technologies nucléaires à travers des dystopies post-apocalyptiques, mais aussi des sociétés alternatives basées sur une technologie atomique avancée, certaines également associées au raypunk, pouvant inclure des voyages dans l'espace les rattachant au space opera.
Les œuvres atompunk présentent souvent des visions rétro-futuristes de villes, de véhicules et d'autres technologies alimentées par l'énergie nucléaire, avec une esthétique qui rappelle celle du début de l'ère atomique.

## Création
Le concept d’atompunk comme sous-genre de la science-fiction remonte à la création en 2008 d'une liste de diffusion liée à des projets artistiques programmés au festival néerlandais GOGBOT (en) à Enschede, qui a été relayée par le célèbre auteur de science-fiction Bruce Sterling sur son blog, en particulier la définition suivante :

« l'Atompunk est rattaché à une période strictement pré-numérique, celle de la période 1945-1965, incluant le modernisme du milieu du siècle, l’"ère atomique", l’"ère spatiale" et, surtout, beaucoup de "communisme" et de "paranoïa communiste" aux États-Unis »

L'auteur Cory Doctorow l'a décrit comme une « fétichisation de l'âge atomique ».
Ce courant trouve ses origines dans certaines œuvres de science-fiction de la fin du XXe siècle et s'est développé au fur et à mesure que la culture geek (en particulier à travers des jeux vidéos tels que la série Fallout, commencée dès la fin des années 1990).
La communauté de la science-fiction a exploré ces thématiques, idées et esthétiques.

## Au cinéma
Des films de science-fiction ont été associés au genre de l'atompunk. On peut par exemple citer Mad Max 2 : Le Défi, Threads, Le Jour d'après, La Route ou Transperceneige.[réf. souhaitée]

## À la télévision
Il existe peu de séries télévisées qui explorent le thème de l'atompunk, mais l'une d'entre elles se distingue particulièrement : Fallout (2024), inspirée de la série de jeux vidéos Fallout et notamment de son premier opus Fallout (1997).
La série télévisée Fallout est, comme ses inspirateurs, une uchronie post-apocalyptique qui diverge de la réalité après la Seconde Guerre mondiale ; deux siècles après une guerre nucléaire qui a dévasté les États-Unis, le transistor a été inventé mais il est beaucoup moins prédominant que dans notre monde, les technologies des tubes à vide et de la physique atomique étant plutôt mises en avant. La technologie et le design des objets du quotidien, comme les télévisions (en noir et blanc) ou l'électroménager, reprennent le style des années 1950 tout en côtoyant des technologies futuristes comme des voitures à propulsion nucléaire ou des exosquelettes motorisés.